# والتر كازاغراندي
والتر كازاغراندي (بالبرتغالية: Walter Casagrande‏) (مواليد 15 أبريل 1963) هو لاعب كرة قدم. يلعب مع منتخب البرازيل لكرة القدم. سبق له أن لعب في كأس العالم لكرة القدم مع منتخب بلاده.
أيضاً سبق له الاحتراف في الدوري الإيطالي والبرتغالي، وبالتحديد مع نادي بورتو حيث أحرز معه لقب دوري أبطال أوروبا في موسم 1968-97.

## روابط خارجية
- والتر كازاغراندي على موقع الاتحاد الدولي (مؤرشف)  (الإنجليزية)
- والتر كازاغراندي على موقع قاعدة بيانات كرة القدم.إي يو (الإنجليزية)
- والتر كازاغراندي على موقع ليكيب (الفرنسية)
- والتر كازاغراندي على موقع ناشيونال فوتبول تيمز (الإنجليزية)
- والتر كازاغراندي على موقع عالم كرة القدم.نت (الإنجليزية)